# Antonio Ugalde
Antonio Ugalde García, född 13 maj 1976 i Esplugues de Llobregat, är en spansk tidigare handbollsspelare (vänstersexa/mittnia). Han var med och tog OS-brons 2000 i Sydney.
Antonio Ugalde är äldre bror till handbollsspelaren Cristian Ugalde.

## Klubbar
- BM Granollers (1994–2003)
- CB Cangas (2003–2005)
- BM Valladolid (2005–2007)
- Keymare Almería (2007–2008)
- BM Atlético Boadilla (2008–2009)
- CB Cangas (2009–2011)